# Molen van Greving
De Molen van Greving was een ronde bakstenen grondzeiler in Anloo in de huidige gemeente Aa en Hunze.
De molen is in 1881 gebouwd nadat drie voorgangers door brand waren verwoest. De molen werd in circa 1922 afgebroken.